# Rödbergsklippan
Rödbergsklippan is een Zweeds eiland behorend tot de Lule-archipel. Het eiland ligt 500 meter ten westen van het veel grotere Bergön dat tot de gemeente Kalix  en dus Kalix-archipel behoort. Het eiland heeft geen oeververbinding en is onbebouwd. Rödbergs- verwijst naar de Rödberg op het grotere eiland.